# Saint-Paul (Riunione)
Saint-Paul  è un comune francese di 104 907 abitanti nel dipartimento d'oltre mare della Réunion.